# Cycle de vie (biologie)
Pour les articles homonymes, voir Cycle de vie.
 (juin 2020).

Cycle de vie d'un moustique.

En biologie, le cycle de vie (ou cycle de développement), est la période pendant laquelle se déroule une succession de phases qui composent la vie complète d'un organisme vivant.
Ces phases intègrent la naissance (la germination chez les plantes), la croissance, l'alimentation, la reproduction, et enfin la mort. 
L'écophase désigne une étape de cycle de vie d'un organisme pendant laquelle il occupe une niche écologique nettement différente de celle du reste de sa vie, grâce à des adaptations à ce milieu de vie. 
Lorsque l'organisme est une plante, pour désigner la partie du cycle ne faisant pas intervenir la reproduction, mais seulement la multiplication végétative, les biologistes parlent de « cycle végétatif ».
Les cycles de vie sont caractérisés par une double alternance : l'alternance de phases et l'alternance de générations.  Les phases et les générations n'ont pas de lien entre elles.

## Alternance cytologique de phases: haplophase et diplophase
Une cellule pouvant être haploïde (les chromosomes n'existant qu'en un seul exemplaire dans son noyau) ou diploïde (les chromosomes étant présents par paire), respectivement n et 2n chromosomes (voir ploïdie), une phase se caractérise par le maintien d'un état chromosomique (n ou 2n) au cours des divisions cellulaires mitotiques. 
La phase durant laquelle les cellules sont haploïdes, et qui s'étend entre la méiose (voir division cellulaire) et la fécondation (fusion des gamètes) formant le zygote (voir Reproduction), est appelée haplophase. Celle durant laquelle elles sont diploïdes, entre la fécondation et la méiose, est appelée diplophase, selon la nomenclature introduite en 1907 par Jean Paul Vuillemin.
La définition des phases est basée sur le caryotype des cellules (n ou 2n chromosomes), indépendamment du nombre de cellules (mais au moins deux cellules issues d'une mitose) ou de leur organisation en organisme. Les phases sont délimitées par la fécondation et la méiose. 
Un cycle qui comporte une haplophase et une diplophase est appelé cycle haplodiplophasique. 
Un cycle dont la diplophase n'existe pas (= la seule cellule diploïde est le zygote qui subit la méiose et il n'y a pas de division cellulaire mitotique de la cellule diploïde) est appelé cycle haplophasique (par exemple chez certains champignons ou chez Plasmodium, responsable du paludisme). 
Un cycle dont l'haplophase n'existe pas (= les seules cellules haploïdes sont les gamètes issus de méiose, ils se fécondent pour donner le zygote diploïde et il n'y a pas de division cellulaire mitotique des cellules haploïdes) est appelé cycle diplophasique (par exemple chez les animaux). 
Chez certains champignons, il y a une dicaryophase, avec des cellules dicaryotiques (à deux noyaux haploïdes) qui s'intercalent après la fécondation entre la plasmogamie (fusion des cytoplasmes des gamètes) et la caryogamie (fusion des noyaux cellulaires des gamètes).

## Alternance morphologique de générations:gamétophyteetsporophyte
Une génération est définie par l'accroissement végétatif marqué entre deux événements de reproduction délimités soit par des spores (cellules qui se développent directement pour donner la génération suivante), soit par des gamètes ou cellules fécondantes (cellules qui fusionneront pour donner un zygote puis un nouvel organisme). 
La génération qui produit des spores est appelée sporophyte. 
La génération qui produit des gamètes est appelée gamétophyte. 
Les générations sont indépendantes de la ploïdie des organismes. Toutefois lorsque la génération se superpose à une phase (ce qui n'est pas toujours le cas), on peut parler d'haplonte pour l'organisme haploïde et de diplonte pour l'organisme diploïde. 
Un cycle qui n'a qu'une génération (c'est-à-dire qu'il n'y a pas d'accroissement végétatif marqué entre les spores et les gamètes ou entre le zygote et les spores) est appelé cycle monogénétique. 
Un cycle qui a deux générations est appelé cycle digénétique. On peut alors comparer la morphologie des deux générations : si elles sont semblables, on parle de cycle digénétique isomorphe (exemple : Ulva lactuca, certaines Algues Rouges), si elles ne sont pas semblables, on parle de cycle digénétique hétéromorphe (exemple : Laminaria digitata, certaines Algues Rouges). 
Un cycle qui a trois générations est appelé cycle trigénétique (exemple : chez certaines Algues Rouges).

### Cycle monogénétique haplophasique

Cycle de la Spirogyre.

Dans le cas où le zygote est la seule cellule diploïde du cycle de vie et qu'il subit la méiose sans division cellulaire mitotique, on parle de cycle monogénétique haplophasique.
Le qualificatif "monogénétique" signifie qu'il existe une seule génération, et qu'il n'y a pas d'alternance entre individus haploïde et diploïde.
C'est le cas par exemple chez certains champignons, chez la Spirogyre ou encore chez Plasmodium, responsable du paludisme.

### Cycle monogénétique diplophasique
Dans le cas d'un cycle où il n'existe qu'une génération diploïde, et que donc les gamètes sont les seules cellules haploïdes (et ne subissent pas de mitose), on parle de cycle monogénétique diplophasique. C'est le cas chez tous les animaux (leur stade haploïde se caractérise par l'inaptitude au développement en dehors d'une fécondation qui fait passer au stade diploïde et qui permet le développement d'un nouvel organisme) mais assez rare par ailleurs dans le monde vivant. 
Chez certains champignons, il y a une dicaryophase, avec des cellules dicaryotiques (à deux noyaux haploïdes) qui s'intercale après la fécondation entre la plasmogamie (fusion des cytoplasmes des gamètes) et la caryogamie (fusion des noyaux cellulaires des gamètes).

### Cycle digénétique haplodiplophasique[4]

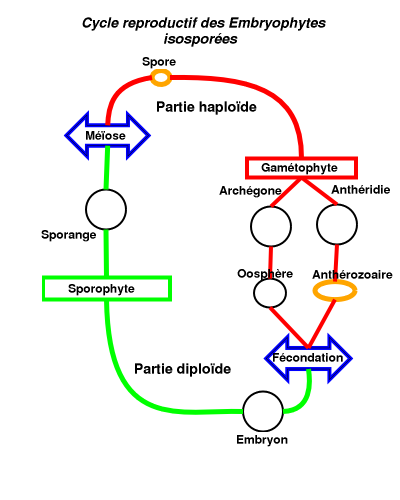
Reproduction des Embryophytes.

Un cycle qui alterne des générations diploïdes et haploïdes est appelé cycle haplodiplophasique. Il peut compter 2 ou 3 générations (on parle alors de cycle digénétique ou bien trigénétique), mais ce nombre peut monter à 11.
Les deux générations peuvent être identiques morphologiquement (isomorphes, comme pour Ulva lactuca) ou différentes (hétéromorphes, comme Asparagopsis armata).
Dans le cas des plantes, la génération sporogène (qui produit les spores haploïdes par méiose) est appelée sporophyte, et la génération gamétogène (qui produit les gamètes par mitose) est appelée gamétophyte. Chez les plantes vertes, le sporophyte est diploïde tandis que le gamétophyte est haploïde. Le gamète, produit par le gamétophyte est lui aussi haploïde puisque résultant d'une mitose.

#### Cas de Ulva lactuca (laitue de mer)
Le sporophyte adulte diploïde de la laitue de mer produit par méiose des spores haploïdes (plus précisément des zoospores) au niveau des sporanges. Les spores germent pour former le gamétophyte. La production de gamètes a lieu par mitose au niveau des gamétanges. Les gamètes fusionnent au moment de la fécondation et forment le zygote, diploïde, qui germe pour donner le sporophyte.

#### Cycle de vie des algues brunes

##### Cycle de vie de l'algue bruneLaminaria digitata
Laminaria digitata est une algue brune ayant un cycle digénétique haplodiplophasique hétéromorphe. La phase diploïde de ce cycle correspond à la génération sporophytique. L'algue se trouve alors sous une forme macroscopique. Sur cet individu, se trouvent les sores, des taches globuleuses constituées de filaments vésiculeux appelés sporocystes. Ceux-ci sont eux-mêmes protégés par des filaments stériles, les paraphyses. Après méiose, les sporocystes laissent s'échapper des spores haploïdes (zoospores). Celles-ci donnent naissance à une génération gamétophytique microscopique. Les gamétophytes mâles libéreront ensuite des anthérozoïdes et les gamétophytes femelles libéreront des oosphères. La fécondation se fait ensuite par oogamie, donnant à naissance à un nouveau sporophyte.

### Cycles trigénétiques

#### Cycle des algues rouges
Les Algues rouges peuvent avoir un cycle de vie soit digénétique, soit trigénétique. 
Dans un cycle trigénétique la division du zygote sur le gamétophyte forme une génération supplémentaire dans la diplophase : le carposporophyte, par division du zygote qui donne un carposporophyte qui produit des carpospores. La carpospore se développe ensuite en tétrasporophyte qui donne des tétraspores par méïose.
Pour qualifier les espèces ayant une seule génération dans la diplophase, le phycologue suédois Nils Eberhard Svedelius a introduit le terme d'haplobionte (un seul organisme). Pour qualifier les espèces ayant deux générations dans la diplophase, Svedelius a introduit le terme de diplobionte (deux organismes).
L'existence de 2 générations diplophasiques (carpoconidiophyte et sporophyte) permet donc de préciser que le cycle trigénétique est diplobiontique. 
Voir algue rouge

##### Cycle de vie de l'algue rougeAntithamnionellasp.: Exemple de cycle trigénétique[6]
Le thalle est multiaxial (première génération haploïde, gamétophyte haploïde). Les organes mâles produisent un gamète sphérique sans appareil locomoteur appelé ici spermatie (n chromosome). Les organes femelles contiennent des cellules reproductrices appelées oosphère (n) prolongées un poil dit trichogyne, qui va agglutiner les spermaties qui glissent le long du trichogyne jusqu'à l'oosphère pour réaliser la fécondation. Le zygote germe sur place pour donner un carpoconidiophyte (2e génération, diploïde) dont les cellules terminales émettent des conidies (2n). Les conidies engendrent des thalles très réduits, le sporophyte (3e génération, diploïde) qui produit les spores en tétrade (méiose) haploïde. Les spores donnent naissance en germant à un nouveau gamétophyte multiaxial (n).